# Gustavia gracillima
Espèce
Synonymes
- Japarandiba gracillima (Miers) Nied.[1]

Statut de conservation UICN

 VU B2ab(iii) : Vulnérable
Gustavia gracillima est une espèce de plantes à fleurs du genre Gustavia de la famille des Lecythidaceae endémique de Colombie.